# 克劳斯·比特纳
克劳斯·比特纳（德語：Klaus Bittner，1938年10月23日—），德国男子赛艇运动员。他曾代表德国联队参加1960年和1964年夏季奥林匹克运动会赛艇比赛，获得一枚金牌和一枚银牌。